# Wilmar Roldán

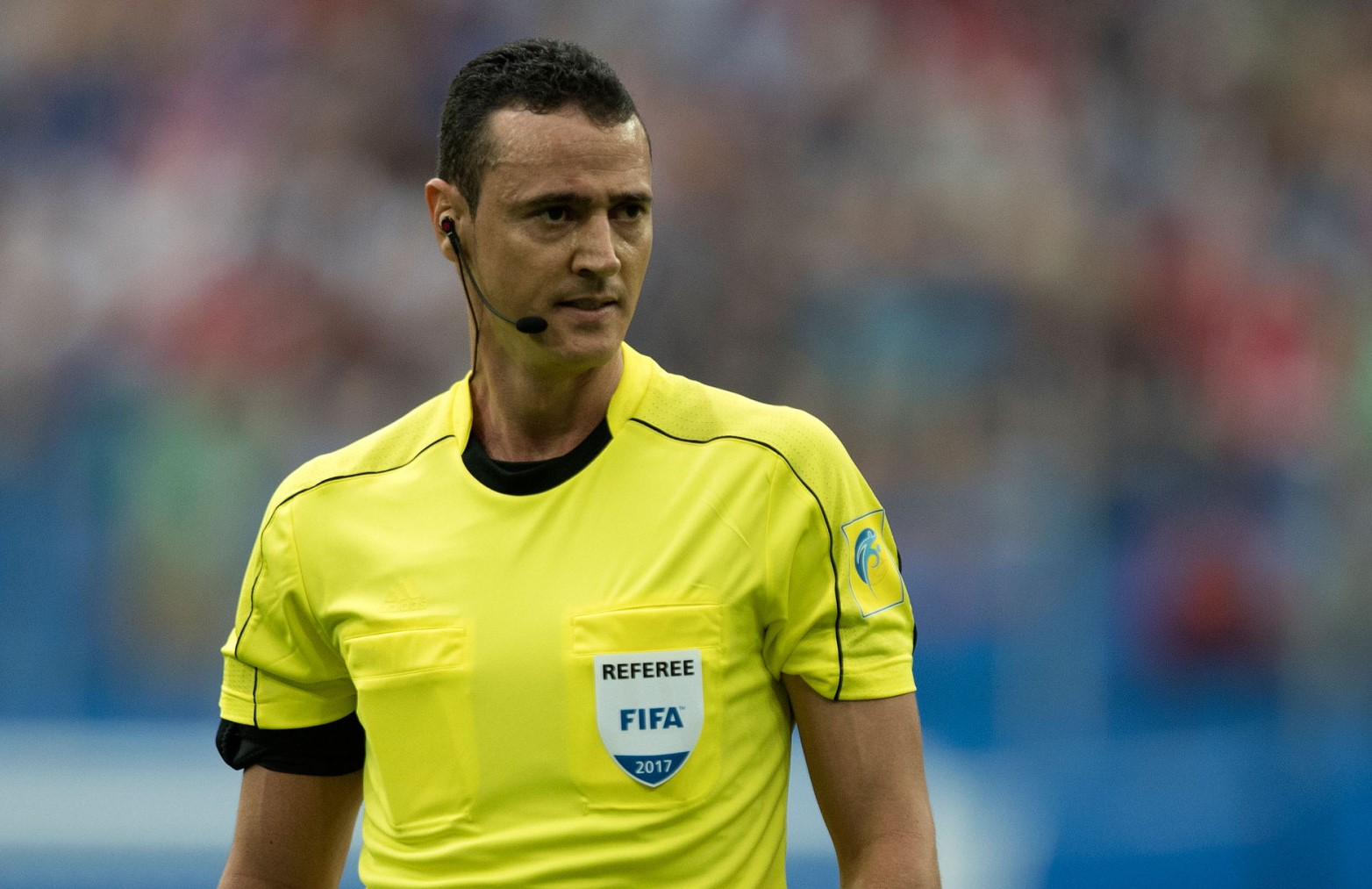
Wilmar Roldán (2017)

Wilmar Alexander Roldán Pérez (* 24. Januar 1980 in Remedios, Antioquia) ist ein kolumbianischer Fußballschiedsrichter.
Roldán wurde wiederholt für seine häufigen Fehlentscheidungen, unter anderem bei der Weltmeisterschaft 2014, dem Confed Cup 2017 und der Weltmeisterschaft 2018, kritisiert.

## Werdegang
Roldán ist seit 2003 in der ersten kolumbianischen Liga aktiv und pfeift seit 2008 internationale Spiele.
2011 wurde Roldán für die Copa América nominiert, wo er unter anderem das Spiel um Platz 3 leiten durfte. Außerdem wurde er bei den Olympischen Spielen 2012 und 2014 in der Qualifikation zur Weltmeisterschaft und der Weltmeisterschaft eingesetzt. Beim Spiel Mexiko gegen Kamerun erkannte Roldán zwei Tore des Mexikaner Giovani dos Santos wegen angeblichen Abseits nicht an. Die FIFA suspendierte daraufhin den jeweils verantwortlichen kolumbianischen Linienrichter Humberto Clavijo. Im Spiel Südkorea gegen Algerien (2:4) verweigerte er einen Elfmeter in der vierten Minute.
Am 27. April 2017 wurde Roldán von der FIFA als einer von neun Schiedsrichtern für den FIFA-Konföderationen-Pokal 2017 in Russland nominiert. Im Spiel Deutschland gegen Kamerun unterlief ihm der Fehler, dass er zunächst dem falschen Kameruner für ein Foul die gelbe Karte zeigte, diesen nach Intervention durch den Video-Assistenten danach sogar mit rot vom Platz schickte, bevor dies abermals durch den Video-Assistenten korrigiert wurde und der richtige Spieler die rote Karte erhielt.
Am 29. März 2018 wurde Roldán zusammen mit seinen Assistenten Cristian de la Cruz und Alexander Guzmán von der FIFA für die Fußball-Weltmeisterschaft 2018 nominiert. Während der Vorrunde sprach er der Mannschaft von Saudi-Arabien in der Partie gegen Ägypten einen umstrittenen Foulelfmeter zu, dessen Berechtigung durch den Video-Assistenten angezweifelt wurde, Roldán jedoch auch nach Ansicht der Fernsehbilder durchführen ließ. In der Partie England gegen Tunesien pfiff er für Tunesien einen umstrittenen Elfmeter und verweigerte den Engländern im Gegenzug zwei berechtigte.

## Einsätze bei FIFA-Turnieren

### Einsätze bei der Fußball-Weltmeisterschaft 2014
| Phase        | Datum         | Spielort     | Heimmannschaft | Gastmannschaft | Ergebnis  |
| ------------ | ------------- | ------------ | -------------- | -------------- | --------- |
| Gruppenphase | 13. Juni 2014 | Natal        | Mexiko         | Kamerun        | 1:0 (0:0) |
| Gruppenphase | 22. Juni 2014 | Porto Alegre | Südkorea       | Algerien       | 2:4 (0:3) |

### Einsätze beim FIFA-Konföderationen-Pokal 2017
| Phase        | Datum         | Spielort         | Heimmannschaft | Gastmannschaft | Ergebnis  |
| ------------ | ------------- | ---------------- | -------------- | -------------- | --------- |
| Gruppenphase | 17. Juni 2017 | Sankt Petersburg | Russland       | Neuseeland     | 2:0 (1:0) |
| Gruppenphase | 25. Juni 2017 | Sotschi          | Deutschland    | Kamerun        | 3:1 (0:0) |

### Einsätze bei der Fußball-Weltmeisterschaft 2018
| Phase        | Datum         | Spielort  | Heimmannschaft | Gastmannschaft | Ergebnis  |
| ------------ | ------------- | --------- | -------------- | -------------- | --------- |
| Gruppenphase | 18. Juni 2018 | Wolgograd | Tunesien       | England        | 1:2 (1:1) |
| Gruppenphase | 25. Juni 2018 | Wolgograd | Saudi-Arabien  | Ägypten        | 2:1 (1:1) |